# Jezioro Parlińskie (Pojezierze Żnińsko-Mogileńskie)
Jezioro Parlińskie – jezioro w Polsce, położone w województwie kujawsko-pomorskim, w powiecie mogileńskim, w gminie Dąbrowa, na terenie Pojezierza Żnińsko-Mogileńskiego.

## Dane morfometryczne
Powierzchnia zwierciadła wody według różnych źródeł wynosi od 15,0 ha do 15,7 ha. 
Zwierciadło wody położone jest na wysokości 94,4 m n.p.m. Średnia głębokość jeziora wynosi 2,1 m, natomiast głębokość maksymalna 3,7 m.

## Hydronimia
Według urzędowego spisu opracowanego przez Komisję Nazw Miejscowości i Obiektów Fizjograficznych (KNMiOF) nazwa tego jeziora to Jezioro Parlińskie. W niektórych publikacjach pojawia się oboczna nazwa jeziora – Siecienica.